# Tennant Creek
Tennant Creek é uma cidade situada no Território do Norte, na Austrália. É a sétima maior cidade do Território do Norte, e está localizada na Rodovia Stuart. De acordo com o censo demográfico australiano de 2016, Tennant Creek tinha uma população de aproximadamente 3.000 habitantes, dos quais mais de 50% (ter 1.536) identificaram-se como indígenas. A cidade está a cerca de 1000 quilômetros ao sul da capital do território, Darwin, e a 500 quilômetros ao norte de Alice Springs. Seu nome vem da proximidade com um curso d’água homônimo.

## Geografia e clima

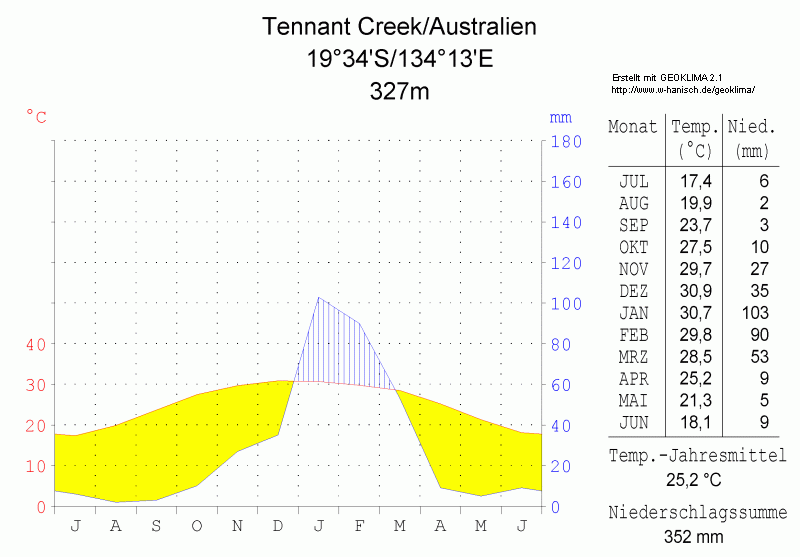
Gráfico climático de Tennant Creek

Tennant Creek está situada no centro do Território do Norte, a 376,5 metros acima do nível do mar. A média de temperaturas máximas vai 24 a 38 graus, com uma média de 22 dias por ano de temperaturas superiores 40 graus. As temperaturas mínimas 12 graus no inverno a 25 graus nos meses mais quentes. A cidade possui 181 dias ensolarados por ano. A maior parte da chuva cai durante os meses de verão, mas ocasionais tempestades ocorrem em outras épocas do ano. Precipitação média anual é de 473mm. A estação seca (Maio a outubro) em Tennant Creek é relativamente ensolarada, com noites frescas. A estação chuvosa (novembro a abril) é quente e úmido, com chuvas ocasionais.
Embora Tennant Creek possua clima desértico quente (Classificação de Köppen: BWh), ainda assim, a localidade recebe uma média considerável de 475 mm de precipitação anual. A cidade também tem estações marcadamente úmidas e secas. As chuvas são mais frequentes durante o período de dezembro a março (verão no hemisfério sul), quando as temperaturas estão mais elevadas. As temperaturas caem durante os meses de seca, com dias ensolarados e noites amenas. Há uma média de 9,1 a 10,4 horas de sol diárias, com uma média de 155 dias por ano. Os ventos predominantes são de leste a sudeste.
| Dados climatológicos para Tennant Creek (1969-2016) | Dados climatológicos para Tennant Creek (1969-2016) | Dados climatológicos para Tennant Creek (1969-2016) | Dados climatológicos para Tennant Creek (1969-2016) | Dados climatológicos para Tennant Creek (1969-2016) | Dados climatológicos para Tennant Creek (1969-2016) | Dados climatológicos para Tennant Creek (1969-2016) | Dados climatológicos para Tennant Creek (1969-2016) | Dados climatológicos para Tennant Creek (1969-2016) | Dados climatológicos para Tennant Creek (1969-2016) | Dados climatológicos para Tennant Creek (1969-2016) | Dados climatológicos para Tennant Creek (1969-2016) | Dados climatológicos para Tennant Creek (1969-2016) | Dados climatológicos para Tennant Creek (1969-2016) |
| Mês                                                 | Jan                                                 | Fev                                                 | Mar                                                 | Abr                                                 | Mai                                                 | Jun                                                 | Jul                                                 | Ago                                                 | Set                                                 | Out                                                 | Nov                                                 | Dez                                                 | Ano                                                 |
| --------------------------------------------------- | --------------------------------------------------- | --------------------------------------------------- | --------------------------------------------------- | --------------------------------------------------- | --------------------------------------------------- | --------------------------------------------------- | --------------------------------------------------- | --------------------------------------------------- | --------------------------------------------------- | --------------------------------------------------- | --------------------------------------------------- | --------------------------------------------------- | --------------------------------------------------- |
| Máxima absoluta °C (°F)                             | 45.6 (114.1)                                        | 44.5 (112.1)                                        | 42.0 (107.6)                                        | 38.4 (101.1)                                        | 36.8 (98.2)                                         | 33.6 (92.5)                                         | 34.7 (94.5)                                         | 36.0 (96.8)                                         | 39.0 (102.2)                                        | 41.6 (106.9)                                        | 43.4 (110.1)                                        | 45.4 (113.7em)                                      | 45.6 (114.1)                                        |
| Média das máximas °C (°F)                           | 36.7 (98.1)                                         | 35.7 (96.3)                                         | 34.4 (93.9)                                         | 31.7 (89.1)                                         | 27.7 (81.9)                                         | 24.5 (76.1)                                         | 24.6 (76.3)                                         | 27.5 (81.5)                                         | 31.7 (89.1)                                         | 34.9 (94.8)                                         | 36.5 (97.7)                                         | 37.1 (98.8)                                         | 31.9 (89.5)                                         |
| Média das mínimas °C (°F)                           | 24.9 (76.8)                                         | 24.4 (75.9)                                         | 23.3 (73.9)                                         | 20.4 (68.7)                                         | 16.4 (61.5)                                         | 12.9 (55.2)                                         | 12.3 (54.1)                                         | 14.4 (57.9)                                         | 18.4 (65.1)                                         | 21.8 (71.2)                                         | 23.9 (75)                                           | 24.8 (76.6)                                         | 19.8 (67.7)                                         |
| Mínima absoluta °C (°F)                             | 17.2 (63)                                           | 17.2 (63)                                           | 14.6 (58.3)                                         | 11.6 (52.9)                                         | 6.7 (44.1)                                          | 5.3 (41.5)                                          | 4.5 (40.1)                                          | 6.0 (42.8)                                          | 7.4 (45.3)                                          | 11.6 (52.9)                                         | 10.7 (51.3)                                         | 15.7 (60.3)                                         | 4.5 (40.1)                                          |
| Precipitação média em mm (polegadas)                | 114.3 (4.5)                                         | 122.6 (4.827)                                       | 54.2 (2.134)                                        | 17.0 (0.669)                                        | 8.5 (0.335)                                         | 5.7 (0.224)                                         | 5.0 (0.197)                                         | 2.5 (0.098)                                         | 7.8 (0.307)                                         | 19.5 (0.768)                                        | 40.9 (1.61)                                         | 74.6 (2.937)                                        | 475.0 (18.701)                                      |
| Média de dias de precipitação                       | 9.9                                                 | 9.3                                                 | 6.0                                                 | 2.0                                                 | 1.6                                                 | 0.9                                                 | 0.7                                                 | 0.7                                                 | 1.9                                                 | 3.7                                                 | 5.7                                                 | 8.1                                                 | 50.5                                                |
| Umidade relativa compensada (%)                     | 32                                                  | 35                                                  | 29                                                  | 26                                                  | 26                                                  | 26                                                  | 22                                                  | 18                                                  | 17                                                  | 18                                                  | 21                                                  | 26                                                  | 25                                                  |
| Média diária de horas de sol                        | 9.2                                                 | 9.0                                                 | 9.2                                                 | 9.8                                                 | 9.7                                                 | 9.9                                                 | 10.2                                                | 10.6                                                | 10.2                                                | 10.1                                                | 9.7                                                 | 9.5                                                 | 9.8                                                 |
| Fonte:                                              |                                                     |                                                     |                                                     |                                                     |                                                     |                                                     |                                                     |                                                     |                                                     |                                                     |                                                     |                                                     |                                                     |

## História

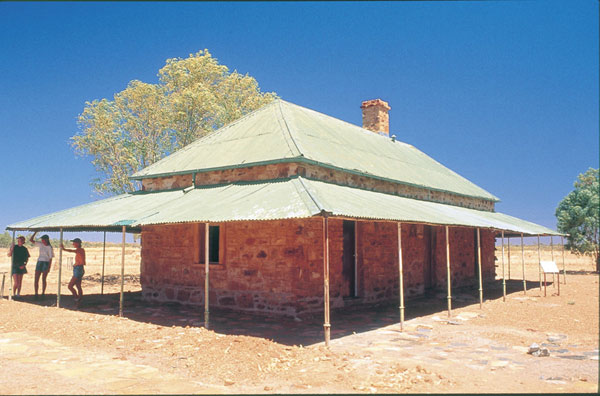
Estação de telégrafo

A história colonial da região começou em 1860, quando o explorador John McDouall Stuart passou pela região durante sua primeira tentativa sem êxito para cruzar o continente australiano de Norte a Sul. Deu o nome a um riacho ao norte da cidade em homenagem a John Tennant, um financiador de sua expedição e um pecuarista de Port Lincoln, Austrália Meridional, em gratidão pela ajuda financeira que Tennant oferecera em para as expedições realizadas por Stuart em toda a Austrália.
Houve a descoberta de ouro a mais ou menos três quilômetros ao norte da atual área de cidade em 1926 por J. Smith Roberts Em 1927, Charles Windley, um telegrafista, encontrou ouro no que viria a ser a primeira mina de Tennant Creek. A última grande corrida do ouro na Austrália só começou quando Frank Juppurla, um aborígene local, levou o ouro para o telegrafista Woody Woodruffe, em dezembro de 1932. A população cresceu rapidamente para cerca de 600, 60 dos quais eram mulheres e crianças.
A cidade de Tennant Creek localizava-se cerca de 12 km ao sul do curso d'água porque a estação telegráfica tinha um reserva de 11 kmporque o Telegráfica Terrestre Estação tinha sido atribuído mais de 11 km de reserva.
Outro importante contribuinte para a vida em Tennant Creek a senhora Weaber, esposa do cego proprietário da mina Rising Sun (Sol Nascente), Mina, uma das mais ricas minas de ouro no distrito de antes da II Guerra Mundial..Católica devota, a senhora Weaber pagou pelo transporte da antiga igreja que ficava Pine Creek até Tennant Creek em prancha por prancha de madeira. A família Weaber família deixou Tennant Creek em 1940, após uma série de tragédias familiares. Eles venderam a concessão para o que viria a ser o mais rico proprietário de minas da região no pós-guerra, Nobles Nob, antes que eles percebessem o seu potencial.
A mineração de ouro foi encerrada quase completamente em Tennant Creek em 1942. A única mina a permanecer operacional foi um grande mina com a sua própria planta de britagem. Durante a II Guerra Mundial, o Exército Australiano instalou o  55ª Acampamento Hospitalar Australiano perto dali. A Real Força Aérea Australiana utilizou o aeródromo da localidade como pista para pousos de emergência.

## Economia

### Mineração
Tennant Creek já foi a terceira maior localidade produtora de ouro na Austrália e ainda é altamente produtiva. Mais de 210 toneladas de ouro foram extraídas na região. A mina de Bootu, ao norte da cidade, exporta manganês para a China. Grandes empresas de mineração continuam a explorar bauxita, chumbo, zinco, prata e de cobre na região. Também há criação de gado, em grandes propriedades com rebanhos das raças Santa Gertrudis e gado Brahman.

Depósitos de fosfato existem em Wonarah, a 250 km a leste.